# Here I Am (álbum de Kelly Rowland)
Here I Am é o terceiro álbum de estúdio da cantora e compositora norte-americana Kelly Rowland, lançado primeiramente na Alemanha a 22 de Julho de 2011 e nos Estados Unidos quatro dias depois. Este foi o primeiro projecto de Rowland sem o empresário musical Matthew Knowles como seu gerente, e também o seu primeiro lançamento com a editora discográfica Universal Motown, após a sua saída da editora Columbia em 2008. Um novo selo e uma nova gestão vieram depois de Rowland ter sido inspirada a ter mais controlo da sua carreira e explorar um som mais mundial, depois do sucesso que atingiu quando colaborou com o disc jockey (DJ) francês David Guetta no êxito "When Love Takes Over" (2009). Originalmente, Here I Am foi planeado ser lançado a 21 de Setembro de 2010, mas mudanças em decisões criativas levaram com que o projecto fosse adiado por várias vezes para permitir mais tempo de estúdio e criação.
As sessões de estúdio incluem uma ampla gama de compositores e produtores, a maioria dos quais Rowland nunca havia trabalhado, como o artista norte-americano Rico Love que foi o maior contribuinte, tendo composto metade das canções do álbum e ainda participado em uma delas. Outros notáveis contributos para o disco vieram de Jim Jonsin e do cantor de R&B Ne-Yo. A cantora descreveu a mistura de géneros como um reflexo do estágio da sua carreira naquele momento, ao proclamar que ninguém poderia "armazená-la em uma caixa". O título do álbum, originalmente homónimo, era parte da declaração de que ela finalmente encontrou o seu nicho e está pronta para introduzir às pessoas quem ela realmente é. Porém, mais tarde, a artista admitiu que a sua equipa criativa estava a considerar outros títulos, incluindo alguns sugeridos por fãs na página oficial online de Rowland.
Em Here I Am, a artista reúne-se com Guetta em uma série de canções internacionais, incluindo no primeiro single, "Commander" (2010), que liderou as tabelas musicais de dança nos EUA e Reino Unido. Em território norte-americano, dois singles alternativos precederam o álbum, incluindo "Rose Colored Glasses" (2010) para o público contemporâneo, e "Grown Woman" (2010) para as audiências de R&B. No entanto, devido à falta de sucesso na Billboard Hot 100 com os singles subsidiários — "Rose Colored Glasses" e "Forever and a Day" (2010) — o álbum foi adiado para Setembro de 2011. Posteriormente, uma nova canção, "Motivation" (2011), que conta com a participação do rapper Lil Wayne, foi lançada em Abril de 2011 como o primeiro single oficial do álbum, que substituiu todos os singles anteriores. Os singles subsequentes, "Lay It on Me" e "Down for Whatever", ambos lançados em 2011, atingiram um sucesso moderado.
Em geral, Here I Am foi recebido com opiniões positivas pela crítica especialista em música contemporâneas, recebendo elogios pelo desempenho vocal de Rowland e a produção do álbum. Contudo, alguns críticos opinaram negativamente a ausência de canções de ritmo acelerado de música dance que a cantora havia declarado que estariam inclusas e também alguns dos artistas convidados. Comercialmente, o disco estreou no número três nos EUA na tabela musical Billboard 200, a maior estreia de sempre da artista e a maior posição alguma vez alcançada por ela no país. A versão internacional do álbum teve um desempenho moderado na Europa, onde alcançou o número 43 no Reino Unido.

## Antecedentes e desenvolvimento
Durante as suas apresentações em 2008 no evento musical T4 on the Beach em Weston-Super-Mare, Reino Unido, Rowland foi exposta a bandas britânicas e música ao vivo de variados estilos. Este factor inspirou-a a procurar um novo som para o seu terceiro álbum de estúdio, que estava ainda em produção inicial. Ela viajou ao sul da França para passar as férias de Verão de 2008, onde foi exposta à música dance. Foi aí que ela conheceu o DJ David Guetta e ouviu a versão instrumental de "When Love Takes Over", uma música que iria deixar uma impressão longamente duradoura sobre a cantora. Após ouvir a música, Rowland apaixonou-se por ela, levando-a de volta consigo para Londres, onde gravou-a com os seus vocais e compôs-a com o auxílio das gémeas australianas Miriam e Olivia Nervo. No entanto, a Columbia, sua editora discográfica, não ficou impressionada com o novo som, o que fez com que a gravação fosse deixada inacabada até ser redescoberta por Guetta enquanto produzia o seu quarto álbum de estúdio, One Love, lançado em Agosto de 2009.

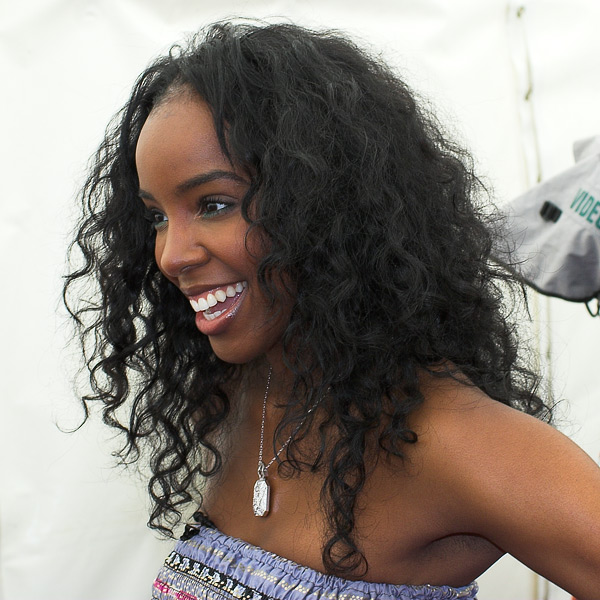
Rowland nos bastidores do T4 on the Beach em Weston-Super-Mare, Reino Unido, em Julho de 2008.

Mais tarde, em Janeiro de 2009, foi anunciado que a artista tinha se separado do seu gerente Matthew Knowles, um empresário musical que também geria as Destiny's Child e tinha vindo a gerir a carreira a solo de Rowland. Falando sobre a decisão de abandonar Knowles, Rowland disse: "Como uma artista a solo, eu senti a necessidade de explorar novos rumos, novos desafios e novas liberdades que estavam fora da minha zona de conforto, e meus amigos e minha família na Columbia foram incríveis ao entender a minha evolução. Quero agradecer a todos na Columbia pelo amor e apoio que têm mostrado e nunca vou esquecer os bons momentos que tivemos ao longo dos anos."
"Kelly Rowland é uma das nossas melhores artistas contemporâneas e uma força musical a ter em conta. Tem sido um privilégio e um prazer trabalhar com Kelly e nós iremos continuar o nosso relacionamento de trabalho com ela sob o nome das Destiny's Child. A decisão de Kelly de procurar outras oportunidades para a sua carreira a solo foi chegada a termos mutualmente, e quaisquer afirmações do contrário são falsas."
— Rob Stringer, CEO do selo Columbia/Epic, falando sobre o cancelamento do contrato de Rowland com a Columbia Records.
Em Março de 2009, foi anunciado que Guetta iria lançar "When Love Takes Over", a sua colaboração com Rowland. A música tornou-se num sucesso mundial instantâneo da dupla. Jason Lipshutz, crítico musical da revista norte-americana Billboard, disse que "o sucesso veio em um momento interessante da carreira de Rowland," tendo constatado que ela tinha conseguido um emprego a apresentar o programa The Fashion Show no canal de televisão Bravo!. No entanto, em Outubro de 2009, foi sugerido que o sucesso do single tinha feito Rowland considerar a assinatura de um novo contrato com a distribuidora de Guetta, a EMI Music. Porém, em 2010, a intérprete revelou à revista electrónica Entertainment Weekly que a decisão de sair da Columbia não foi sua, mas sim porque o seu álbum anterior, Ms. Kelly (2007), não foi comercialmente bem sucedido. "Porque a Columbia Records tem sido a minha casa como uma artista por mais de uma década, a decisão de sair requereu muita procura na minha alma," disse ela. Em seguida, em Maio desse ano, um comunicado de imprensa oficial revelou que a intérprete havia assinado um novo contrato de gravação com a Universal Motown. Foi durante a sessão de gravação do primeiro single do álbum, "Commander" (2010), no estúdio com Guetta que Rowland chamou a atenção da presidente da Universal Motown, Sylvia Rhone, o que levou ao novo acordo. Sobre a decisão de entrar no selo de Rhone, a artista disse: "Eles realmente me abraçaram e me prepararam para que eu tivesse sucesso. Decidi, após uma cuidadosa reflexão, assinar com a Universal Motown, não só por causa de seu histórico de sucesso, mas também porque eles realmente colocam os seus artistas em primeiro lugar."

## Lançamento

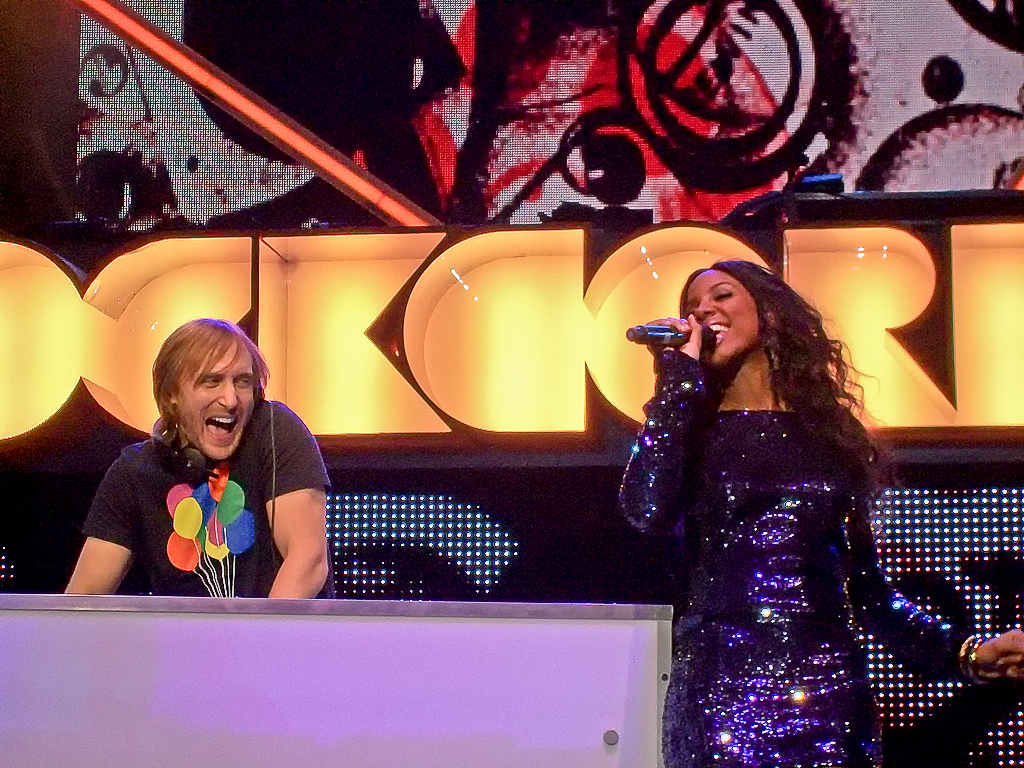
David Guetta e Rowland na sua apresentação no Orange Rockcorps em Londres, onde interpretaram "When Love Takes Over" (2009).

A 17 de Junho de 2010, Rowland organizou uma festa para a estreia do álbum no Hudson Hall em Nova Iorque, onde revelou que o seu terceiro álbum de estúdio seria homónimo. A 19 de Julho, durante uma entrevista para a revista Paper, ela anunciou que este álbum homónimo iria "introduzir Kelly Rowland a ser Kelly Rowland," com uma vasta gama de gravações. Ela disse: "Eu estou mais confiante do que alguma vez estive em uma obra. E é por mim. Eu amo isso." Kelly Rowland tinha sido agendado para chegar nas lojas a 14 de Setembro de 2010. No entanto, poucos dias depois dessa entrevista, a cantora anunciou que estava a pensar em mudar o título. Os fãs tiveram a oportunidade de sugerir nomes através da página online oficial de Rowland. O álbum foi adiado por uma semana, sem nenhuma explicação dada. Isto foi seguido pelo anúncio de que a artista teria a oportunidade de ter sessões de estúdio com os produtores Akon e Tricky Stewart, o que levou com que o disco fosse adiado de 21 de Setembro para 26 de Outubro de 2010. Em seguida, apenas uma semana depois do atraso no primeiro lançamento, foi anunciado que este havia sido adiado outra vez, sem explicação dada.
Em uma entrevista no programa JLB Mornings da WJLB Radio, Rowland explicou que, em parte, a razão dos adiamentos constantes eram o seu desejo de tornar o álbum "perfeito." Isto foi seguido de outro adiamento para 2 de Novembro do mesmo ano, ainda sem nenhuma razão dada para isto. Um outro adiamento para 9 de Novembro foi confirmado pela Rap-Up. Rowland disse no The Today Show que o álbum ainda estava sem título, apesar dos relatos de vários outros nomes aparecerem online. Ela declarou: "Eu vi um blogue a dizer que o álbum foi chamado de One Woman Show, isso nunca foi totalmente o caso." Na sequência disso, ela afirmou que "o título tem que coincidir com as faixas que compõem o disco, e é por isso mesmo que têm havido algumas boas sugestões de fãs, que não posso decidir sobre o que se encaixa." Então, a 11 de Setembro de 2010, durante a New York Fashion Week, em uma outra entrevista à revista Paper, ela confirmou que o álbum foi adiado para 2011 para que a artista pudesse ter mais sessões de estúdio com os produtores Jermaine Dupri e Bryan-Michael Cox. Então, em uma entrevista a uma rádio australiana quatro dias depois, foi finalmente revelado pela cantora que ela havia reduzido os nomes para o novo álbum para três e que uma das sugestões veio de um fã. Mais tarde, Rowland oficialmente confirmou que o álbum seria intitulado Here I Am e estava previsto para ser lançado no outono de 2011.
"Eu estava a conversar com a minha gerente de produção, ...eu disse que queria que as pessoas soubessem que esta é a obra, o som que eu estive a trabalhar para ... mostrar que aqui estou eu. E ela disse, 'esse é o título'. É simplesmente ligado com o meu coração e à música também. Significa tudo por que já passei e pensei para esta obra como uma mulher. É muito forte."

— Rowland a explicar o título do álbum em entrevista à Billboard."
A 27 de Junho de 2011, pouco menos de um mês antes do lançamento norte-americano do disco, Rowland revelou as duas versões da capa do álbum: uma para a edição padrão e outra para a edição deluxe. A sessão de fotos ocorreu com o fotógrafo de moda Derek Blanks. Fotos da sessão e uma série de fotos promocionais foram publicadas a 13 de Junho de 2011 na página oficial online da cantora. A filmagem apresentou várias cenas, incluindo a cantora jogada contra uma cerca de bambu e várias imagens nas quais aparece semi-nua. Algumas das imagens foram tingidas em azul, como no vídeo musical do single "Motivation" (2011), e imagens tiradas incluem as utilizadas para a capa do álbum e para a do single "Lay It on Me" (2011). A maquilhagem para a filmagem foi feita por LaTasha Wright, enquanto Kim Kimble lidou com o penteado.
Depois de receber a nova data de lançamento para o Outono de 2011, o álbum foi movido para 26 de Julho do mesmo ano após o sucesso do então quinto single do álbum, "Motivation". Rowland revelou em Agosto de 2010 que iria lançar uma versão diferente e "de ritmo mais acelerado e dançante" em território internacional, uma vez que havia tido uma experiência de mais sucesso com a música dance internacionalmente. Com o álbum a iniciar a sua produção em 2008, a cantora gravou um número de canções com uma vasta gama de produtores, algumas das quais não chegaram à edição final da versão norte-americana. Rowland confirmou em Julho de 2011 que a lista de faixas europeia iria consistir em músicas abandonadas das sessões de gravação do álbum, bem como canções da versão dos EUA e algumas músicas novas. A nova versão do álbum foi lançada no Reino Unido em Novembro de 2011, coincidindo com o novo trabalho de Rowland como jurada da oitava temporada do The X Factor. Rowland lançou Here I Am no Reino Unido com uma apresentação nesse programa.

## Estilo musical e influências
"Eu lembro-me de ouvir Janet Jackson dizer uma vez: 'Com cada álbum nós crescemos, e nós não podemos ter medo dele. Porque nunca sabemos tudo, e nós aprendemos algo novo todos os dias.'"

— Rowland a falar sobre a sua inspiração para o disco.

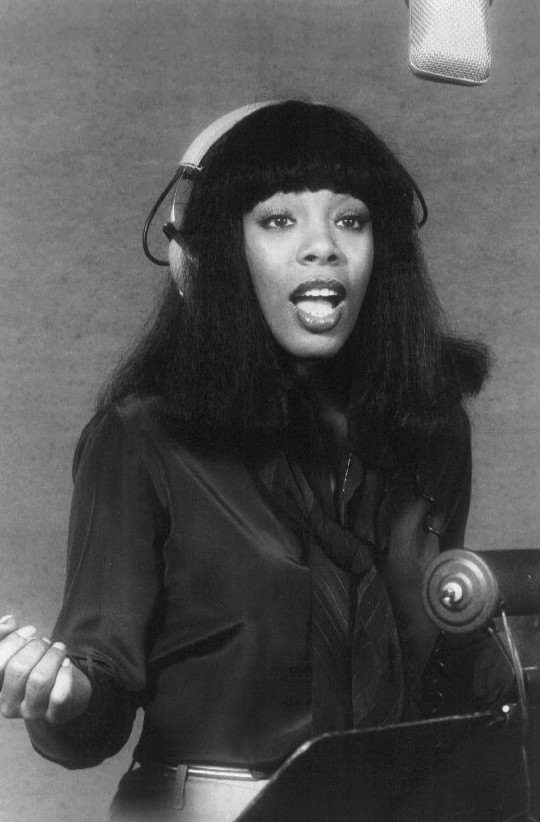
Rowland apontou Donna Summer como uma das suas inspirações em Here I Am.

Em entrevista ao jornal britânico The Independent, Rowland admitiu que com os seus dois primeiros discos batalhou para encontrar o seu som: "Eu estava em um estado com os dois primeiros álbuns em que eu estava à procura e estava tipo, deixe-me tentar uma abordagem de rock-dance; a editora [e a gestão] queria[m] que eu tentasse, e eu fiz isso... E depois disso veio uma abordagem mais urbana, com Ms. Kelly em 2007." Ela ainda descreveu as músicas dos seus álbuns anteriores como soando muito a mesma coisa, factor que levou à conclusão de que ela "precisava de refrescar." A intérprete disse à revista Entertainment Focus que conhecer David Guetta "mudou a minha perspectiva e ajudou a inspirar o meu novo som." Em seguida, a artista passou mais um tempo na Europa em 2009, algo que afirmou tê-la influenciado. "É diferente estar aqui na Europa e poder olhar para diferentes revistas e desfiles de moda e coisas assim. E apenas pensar na aparência e em trabalhar com estilistas diferentes também. Eu queria ter a certeza de que era um olhar que dizia tudo de mim, sabe?" Rowland observou que ver a reacção das pessoas à música dance fazia-a sentir-se "completamente embriagada!" Em Julho de 2010, a artista comentou: "Passei cerca de um ano da minha vida na Europa a ouvir um monte de DJs europeus e um monte de música dance na rádio, e realmente amei-a. 'When Love Takes Over' foi a minha primeira introdução à música dance [e] foi um monstro totalmente diferente. É realmente uma cultura e eu adoro isso," durante uma entrevista com Alex Catarinella, da revista Paper.
"Estou a tentar arrancar uma página do livro surpreendente de Donna Summer e Diana Ross. Elas eram tão poderosas, cheias de glamour no palco e uma voz para as mulheres. Eu olhei para elas para ter inspiração e então pensei em uma maneira de fazer isso sozinha.

— Rowland a falar sobre as influências musicais presentes em Here I Am."
Quando foi entrevistada pela revista Blues & Soul em 2010, a intérprete explicou que o álbum iria misturar as suas raízes urbanas com uma forte influência da música dance. "Eu diria que a principal diferença entre este novo álbum e meus álbuns anteriores é que desta vez eu não estava com medo de arriscar. Eu não me importava se era [música] urbana, dance, hip hop, seja qual for... Eu só queria uma grande faixa na qual eu pudesse cantar e que as pessoas gostassem de ouvir." Parte da inspiração para o som do novo álbum era querer fazer algo diferente. Na sua entrevista com o The Independent, Rowland disse que "o álbum estava a ser gentil com a música urbana e a precisar de algo diferente... quando fiz 'When Love Takes Over', foi fácil fazê-lo... então eu sabia que não podia ter medo desta direcção, e eu não ia deixar os pensamentos e opiniões dos outros me darem medo de seguir essa direcção." Então, em resposta às críticas de que os seus fãs de longa data não teriam as suas expectativas satisfeitas, ela disse: "eu não vou esquecer as minhas raízes urbanas ... Essa é uma das razões pelas quais eu estou aqui, ponto ... Agradeço a todos por serem tão maravilhosos e tão abertos comigo por eu tentar algo novo. Eu não vou deixar você para baixo nesse disco, eu lhe prometo."
A intérprete expressou frustrações com as constantes comparações com a sua amiga e ex-colega de banda Beyoncé e às opiniões de que os artistas urbanos devem produzir apenas gravações urbanas. Ao defender a sua decisão de alargar o leque de géneros no novo álbum, ela afirmou: "Ninguém me coloca numa caixa!" Alex Cantaranella descreveu a posição de Rowland sobre o álbum como "uma mulher humilde não assumida que não se intimidou pela 'treta que vem com a indústria'." Rowland explicou a decisão de nomear o álbum em sua homenagem dizendo que "É mais do que apresentar Kelly Rowland a ser Kelly Rowland e estar apenas a ser eu mesma. Eu estou o mais confiante que alguma vez estive em um disco. E é por mim. Eu amo isso." Rowland disse ainda que "o álbum é uma mistura de sons diferentes que expressam-me e onde eu estou agora na minha carreira," e prometeu que o álbum seria um "momento decisivo" da sua carreira.
Após a conclusão da produção do disco, Rowland afirmou: "Estou tão animada por todos ouvirem o resto do álbum. Durante um longo tempo, eu pensei sobre [ele], 'Devia ser dance ou devia ser urbano ou devia ser isto ou devia ser aquilo?' E eu fiquei tipo, 'Por que estou a deixar as pessoas me fazerem pensar assim?' [...] É apenas sobre arte, é apenas sobre liberdade. É apenas sobre música. É sobre estar vivo e estar feliz e viver a vida e ser uma mulher, apenas a me sentir fantástica..."

## Produção e música

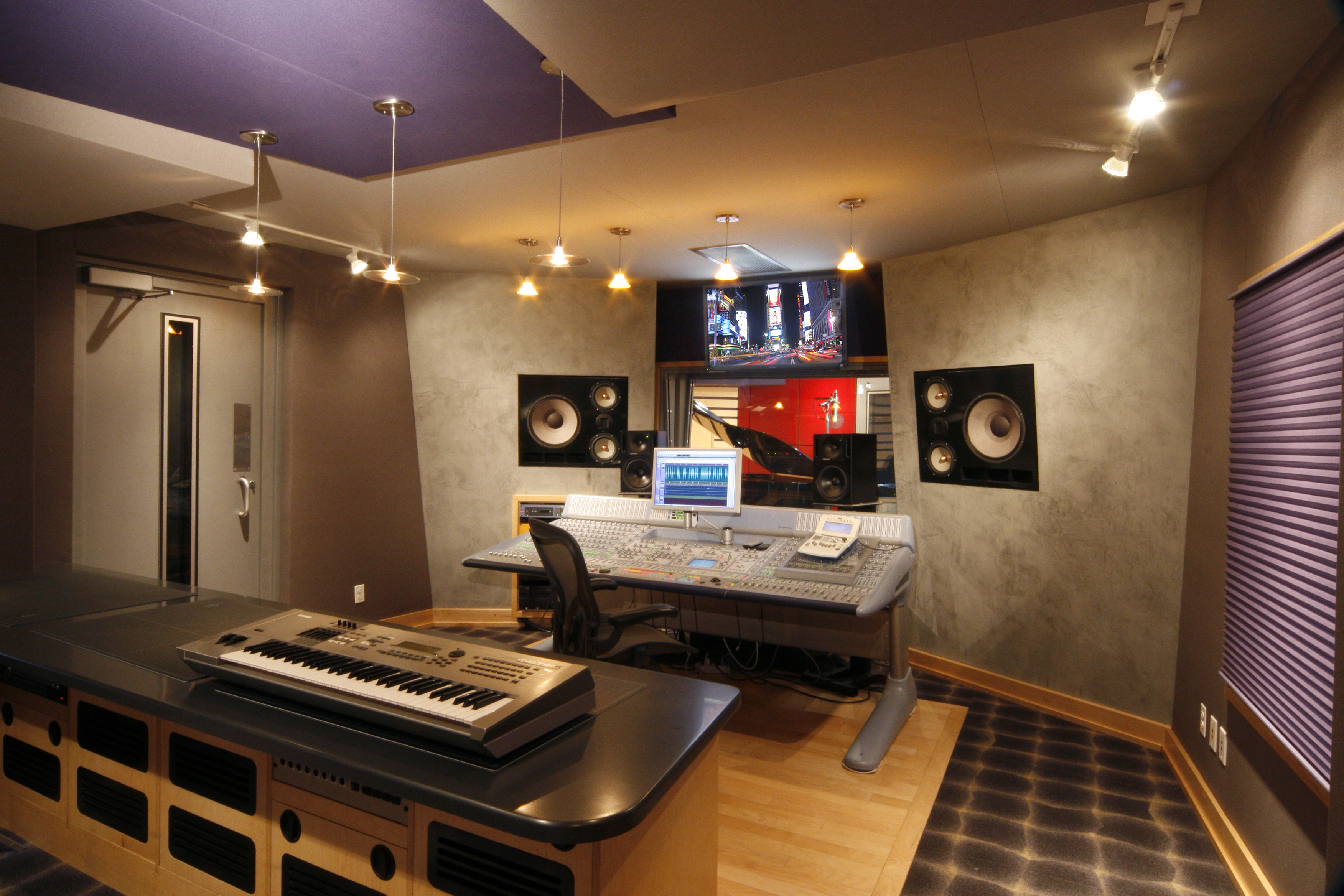
Rowland gravou uma música para o álbum nos estúdios KMA, Cidade de Nova Iorque.

Os primeiros indícios de que Rowland havia começado a produção para o seu terceiro trabalho de estúdio surgiram em 2008, após a sua aparição no evento musical T4 on the Beach no Reino Unido. Durante a entrevista que deu para o jornal britânico The Daily Star, a artista revelou que aproximou-se da banda de indie rock irlandesa The Script para um dueto, enquanto outra banda indie, The Guillemots, deu a Rowland uma das suas músicas para que ela trabalhasse em. Apesar de ficar sem uma editora discográfica durante um ano, a cantora continuou a gravar material novo em estúdios de gravação, de acordo com uma entrevista que deu ao Yahoo! Music.
As sessões de gravação para Here I Am tiveram lugar em vários estúdios dos Estados Unidos e em um na Europa, com Rowland especificamente querendo uma vasta gama de canções para escolher. No estado da Califórnia, canções para o álbum foram gravadas nos estúdios Eyeknowasecret em Brentwood; 2nd Floor em Hollywood; e 2101, Foxxhole, Hand of God, Henson Recording, Larrabee Sound e Westlake em áreas de Los Angeles. Outros lugares nos EUA incluem os estúdios Midnight Blue e o Circle House Recording na cidade de Miami; A Recording na cidade de Dearborn Heights; e KMA na Cidade de Nova Iorque. Na Europa, uma canção foi gravada nos estúdios Gum em Paris, França.
Here I Am tem um som dinstitamente diferente dos trabalhos anteriores de Rowland. O seu primeiro lançamento de inéditas, Simply Deep (2002), teve uma sonoridade totalmente influenciada por música rock e dance, enquanto o segundo, Ms. Kelly (2007), apresentou um material mais urbano e um pouco alternativo. Contudo, no seu terceiro lançamento, Rowland incluiu uma variedade de faixas de ritmo acelerado. Here I Am foi direccionado especificamente para os mercados individuais, com a versão para os Estados Unidos contendo geralmente R&B tradicional e música pop, enquanto a versão internacional do álbum conta com um som mais acelerado e dançante, direccionado para o público europeu e oceânico.

### Estrutura musical e gravação das canções

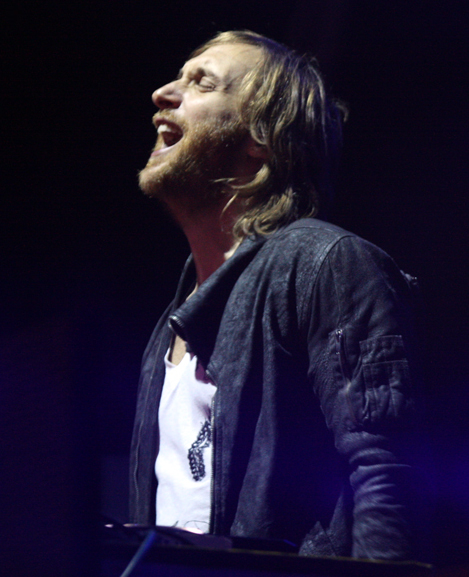
David Guetta compôs e produziu o single "Commander", que rendeu a Rowland um novo contrato discográfico. Além disso, co-produziu o também single "Forever and a Day".

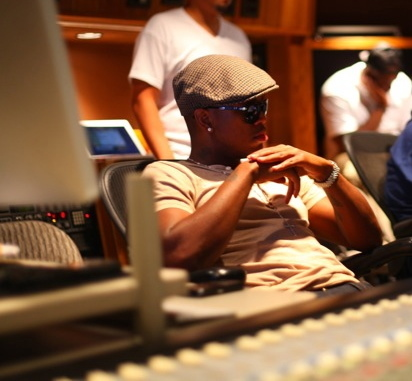
O cantor Ne-Yo compôs três canções para Here I Am, tendo inclusive gravado um dueto com Rowland que acabou não sendo incluso no álbum.

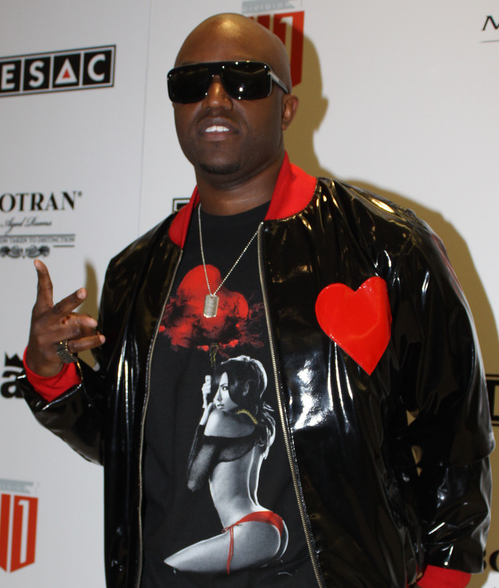
Rowland afirmou que Rico Love havia sido responsável pela composição e produção de metade das canções do álbum. Além disso, fez uma participação vocal em "All of the Night".

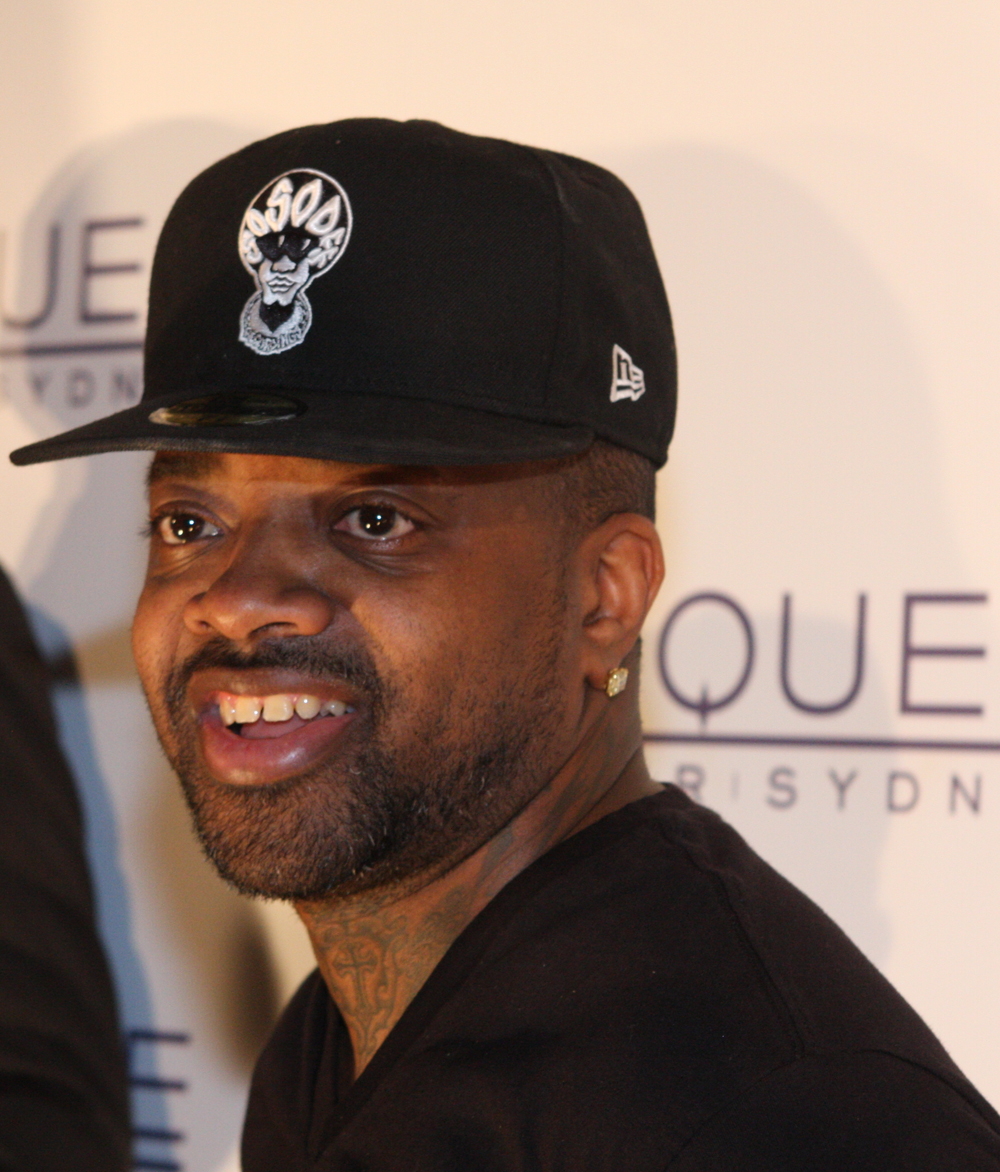
Jermaine Dupri revelou que gravou uma música com Rowland para o álbum, contudo, tal obra não foi inclusa em Here I Am.

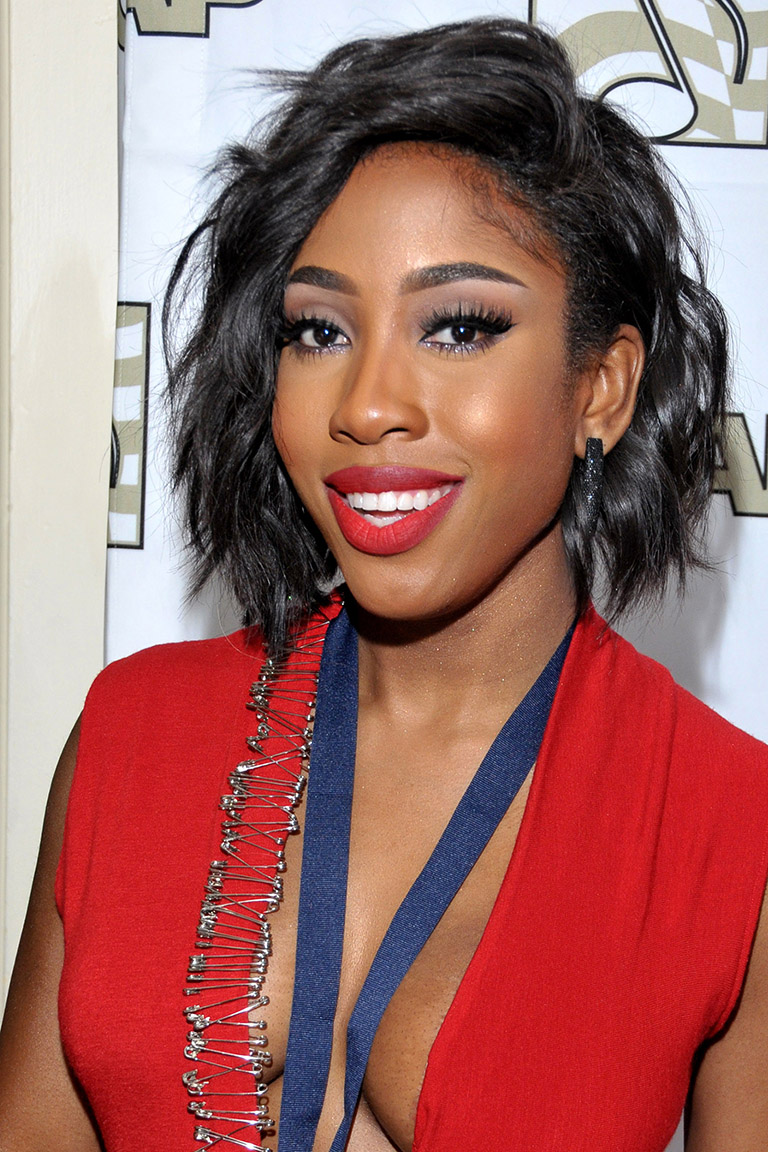
A cantora Sevyn Streeter co-compôs "Keep It Between Us" com Rowland.

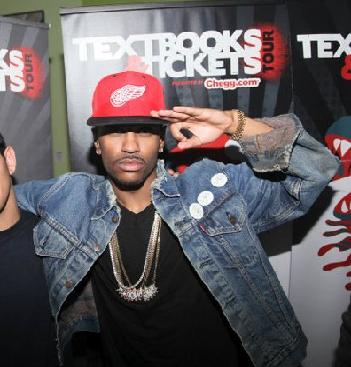
Big Sean participou do tema "Lay It on Me".

Uma das primeiras pessoas com quem Rowland entrou no estúdio foi o DJ francês David Guetta. Ele co-escreveu e produziu "Commander", uma faixa com temas sobre controlar o destino, assumir o controlo da vida e ser sensual. Quando entrevistada pelo Daily Star sobre a música, a artista disse: "Espero ver uma mulher a cantar a música como se estivesse no comando. É importante saber que nós somos as comandantes que têm o poder de moldar o próprio destino." Rico Love co-escreveu a música e, de acordo com Rowland, teve créditos de composição em cerca de metade do álbum. Rowland revelou que foi enquanto estava no estúdio com Guetta a gravar "Commander" que Sylvia Rhone, a Presidente da Universal Motown Records, a abordou. "Commander" foi mais tarde lançada como o primeiro single do álbum, conforme o afirmado pelos executivos da Universal Music na Pat Field's Disco Party em Nova Iorque. A canção é semelhante a outras produções de Guetta, como "Sexy Bitch" (2009) e "Boom Boom Pow" (2009), embora no final assemelhe-se a uma produção de Timbaland. A música se apresenta como a faixa número 9 de Here I Am, enquanto a sua remistura urbana com o rapper Nelly apresenta-se na edição deluxe como a faixa 14. Guetta também teve uma mão na co-produção de "Forever and a Day", com o produtor dinamarquês Jonas Jeberg. A canção foi escrita por Samual Watters, Andre Merrit, Jeberg e Rowland. Durante a festa de audição do disco em Nova Iorque em Junho de 2010, "Forever and Day" foi descrita pela revista Honey Mag com uma demonstração dos vocais de Rowland com "riffs com grande fôlego e notas altas-até-ao-céu." A canção foi lançada como um single em alguns mercados internacionais em Setembro de 2010. Além de Guetta, Rowland reuniu-se com as gémeas Nervo, que anteriormente ajudaram-na a compôr "When Love Takes Over" (2009).
O cantor e compositor norte-americano Ne-Yo esteve envolvido na produção de Here I Am e compôs três canções, todas produzidas pelo duo norueguês StarGate. Ao descrever o processo de trabalhar com ele, Rowland disse: "Ne-Yo perguntou-me sobre o que eu queria falar, e eu respondi: 'Eu estou em um espaço diferente. Mudar é muito confortável para mim, e eu estou feliz onde estou'." O primeiro destes trabalhos, "Shake Them Haters Off", foi originalmente planeado para ser um single nos EUA. Musicalmente, é uma faixa de ritmo acelerado divertida com letras tais como "Its like a job I that I never get a break from/because haters never take a vacation." Outra colaboração intitulada "Grown Ass Woman" (mais tarde alterado para "Grown Woman"), foi descrita pela cantora como a sua música favorita do álbum. Ne-Yo concebeu a música em uma conversa de três minutos com Rowland, na qual ela disse-lhe que queria uma canção em que poderia gritar "Eu estou crescida!" De acordo com Janine Simon, da Honey Mag, em "Grown Woman" Rowland desenterra "fotografias velhas dos dias de Destiny's Child reflectindo no quão longe ela chegou e quão 'grande e tola' ela ainda é." Mais tarde, a canção foi lançada como um dos dois singles do álbum nos EUA. A dupla colaborou em uma terceira canção, "Heaven and Earth", descrita por Simon como uma balada que usa imagens para demonstrar um "retrato sónico, pintado com manchas de sentimento; uma imagem do que a cantora acredita ser o que 'nós merecemos como pessoas'." Segundo Rowland, uma destas três músicas foi também gravada como um dueto com participação de Ne-Yo. Contudo, nenhuma destas obras passou para a edição final da versão padrão do disco, com a excepção de "Heaven and Earth", que ocupa o número onze da edição deluxe.
"A inspiração por detrás desta canção é a minha vida. É mesmo muito agradável poder expressar essas emoções e expor tudo porque todos vocês por aí conseguem se relacionar à dor de se sentir como um completo idiota quando todo mundo se ri de você enquanto você é constantemente enganada pela pessoa na sua vida. E você apenas precisa tirar os seus óculos cor-de-rosa."
— Rowland a explicar o conteúdo lírico de "Rose Colored Glasses" em entrevista à revista Rap-Up.
Ester Dean e Dr. Luke também trabalharam no álbum, respectivamente escrevendo e produzindo o outro single dos EUA, "Rose Colored Glasses". Durante a série de concertos para a iheartradio, Rowland arranjou um tempo para reflectir sobre a canção. Ela recordou que "da primeira vez que ouvi a música, me fez pensar em todos os relacionamentos em que tive que usar óculos cor-de-rosa." Também foi revelado que durante a sessão de gravação com Dean, ela começou a chorar ao pensar em todos os "relacionamentos tóxicos" em que já esteve e "precisava de sair." Mais tarde, em entrevista ao The Belfast Telegraph, Rowland disse que a música tinha tomado conta dela: "Isso trouxe de volta algumas memórias, e quando eu gravei-a, chorei tanto que as minhas cordas vocais ficaram inchadas." Dean também trabalhou com Rowland durante os últimos minutos das sessões de estúdio com o produtor Tricky Stewart, que gerou uma canção de emancipação feminina intitulada "I'm Dat Chick". Apesar de "Rose Colored Glasses" não ter entrado na versão norte-americana do álbum, "I'm Dat Chick" conseguiu, aparecendo como a faixa de abertura. Escrita como um hino de "aumentar a confiança," "I'm Dat Chick" é cantada por cima de uma batida electro-urbana feita para "tirar todas as mulheres tímidas da sua casca," de acordo com a revista britânica Rap-Up. A terceira contribuição de Dean, "Lay It on Me", apresenta a participação do rapper Big Sean e tem uma melodia de ritmo acelerado com produção por 808s e Hi-NRG. A canção é caracterizada por uma melodia de "piano a tilintar" e uma leve batida de R&B.
"Take Everything", uma canção que também foi gravada para o disco, é uma das várias escritas por Love e produzidas por Jim Jonsin e foi a primeira gravação de Rowland com a dupla. Jonsin ficou feliz com as suas sessões de estúdio com Rowland, descrevendo o novo som da cantora como "Donna Summer-esco." Durante uma entrevista com a estação de rádio 103.5 KTU FM, Rowland acidentalmente revelou que havia colaborado com o rapper Pitbull, mas não foi até 15 de Agosto de 2010, durante a entrevista com a 97.9 The Box FM, que foi revelado que ele participava em "Take Everything". Outra música composta e produzida pela dupla é "Motivation", com participação de Lil Wayne. Foi lançada como o lead single do álbum em Abril de 2011. Ao falar sobre como a canção foi concebida, Rowland disse que "'Motivation' surgiu quando eu estava no estúdio com Jim Jonsin e Rico Love, e nós estávamos a vibrar. Eu disse a Rico que queria algo muito sensual ... e ele veio com 'Motivation', juntamente com Jim. Tornou-se esta gravação incrível ... Eu toquei ['Motivation' para Lil Wayne] e ele entrou nela, e foi tão simples quanto isso." As suas letras picantes centram-se em Rowland pedindo ao seu homem para usar as suas mãos no corpo dela e são acompanhadas por uma "batida saturada-por-sintetizadores" produzida por Jonsin. Em termos instrumentais, "Motivation" usa notas espaçadas de teclado, batidas programadas e sintetizadores pulsantes durante o refrão. Wayne adiciona um verso de rap para complementar as sugestões sedutoras de Rowland, usando a cozinha e um carro como metáforas para sexo.
"Bem, para mim, [enquanto] estava nas Destiny's Child, [falávamos] muito sobre empoderamento feminino. E isso aconteceu porque outras mulheres haviam aparecido antes de nós e empoderaram-nos de diferentes maneiras. Então eu senti que estava em uma situação na qual estava a caminhar em direcção à descoberta da minha sexualidade. Não há nada de errado com isso. Sensualidade é algo igualmente muito empoderante. Faz-te sentir forte a um nível sexual."
— Rowland a comentar sobre as letras sexualmente sugestivas de "Motivation" em entrevista ao The Boombox.
Um comunicado de imprensa revelou que Rowland já havia trabalhado com a compositora Salaam Remi, facto que Love confirmou quando disse que trabalhou com Remi em uma música intitulada "Love Is the Greatest", que ele tinha esperanças de aparecer no disco. Rowland revelou ao jornal britânico The Daily Star que havia entrado em contacto com will.i.am, que por sua vez tinha concordado em trabalhar com ela, assim como as suas ambições de conseguir P. Diddy para o álbum. Shondrae "Bangladesh" Crawford, mais conhecido pela produção das canções "Diva" (2009) e "Video Phone" (2009) de Beyoncé, revelou à Rap-Up que também tinha estado no estúdio com Rowland. Sobre as colaborações, Bangladesh disse: "A música que nós fizemos é boa, é sensual, e não é atrevida ... O que eu gosto de fazer quando trabalho com os artistas, eu gosto de recriar e reinventá-los, mesmo que eles não precisem disso." Outra canção gravada para o álbum foi a canção de dance produzida por Brian Kennedy, "On and On", que foi escrita por Kennedy, Merritt, Rowland e Robert Allen. A canção foi usada no décimo quinto episódio da série de televisão The Hills. Contudo, ambas as músicas produzidas por Kennedy e Bangladesh não aparecem no álbum.
Outras sessões de estúdio ocorreram com o cantor Akon, e novas sessões de gravação foram planeadas com o vice-campeão da oitava temporada do reality show American Idol, Adam Lambert. Porém, nenhuma música de ambos Akon ou Lambert aparecem na lista das músicas lançadas nos EUA. Em Setembro de 2010, foi também confirmado que o colega compositor e produtor de Stewart, The-Dream, havia se juntado às sessões de estúdio com Rowland. A Rap-Up informou que The-Dream tinha ficado em Nova Iorque, onde estava a escrever músicas para Rowland gravar. Então, a 5 de Setembro, o compositor e produtor Jermaine Dupri, revelou na sua série Living the Life que ele estava no estúdio com Rowland a gravar material para o álbum. No segundo desses vídeos, o compositor Bryan Michael Cox também esteve presente durante as sessões com Rowland e Dupri. Mais tarde foi revelado que a oportunidade e o desejo de agendar mais sessões de gravação com a dupla levou ao adiamento do álbum para 2011. Em Janeiro de 2011, durante uma viagem a Londres, foi revelado que os rappers Gucci Mane, Lil Wayne e Rick Ross iriam aparecer no álbum. Contudo, quando o alinhamento de faixas foi revelado, apenas a canção com participação de Wayne aparecia, enquanto as com os restantes dois haviam sido substituídas por outras com Big Sean, Lil Playy e Love, respectivamente. Rowland também havia trabalhado com o DJ ill Factor, um produtor que já trabalhou com Justin Timberlake e Kevin Rudolf.
Love faz uma participação em "All of the Night", uma canção que contém uma interpolação da música "One and One" de 2 Live Crew. Usando elementos de "One and One", o dueto fumegante vê Rowland "a comparar as actividades do seu quarto com a música." Love também co-escreveu e co-produziu outra composição de ritmo moderado de R&B para o álbum, intitulada "Feeling Me Right Now", cuja letra descreve o que é encontrar "amor-próprio" na discoteca. A última canção produzida por Love que aparece no álbum é intitulada "Each Other" e foi co-escrita e co-produzida pelo duo Souldiggaz. Rodney "Darkchild" Jerkins produziu duas músicas para Here I Am. Começando com um riff de piano forte, "Work It Man", uma colaboração com Lil Playy, tem um ritmo semelhante a de um "estrondo alto." As letras mostram Rowland a dizer aos ouvintes que tipo de homem quer. "Turn It Up", outra produção de Darkchild, apresenta um arranjo de sintetizadores pesado com letras sobre curtir um bom tempo e permitir o karma lidar com um parceiro traidor. Joseph "Lonny" Bereal ajudou Rowland e dois outros colaboradores — a cantora Sevyn Streeter e o produtor Christopher "C4" Umana — a co-escreverem "Keep It Between Us", uma canção que aparece como a oitava música do álbum. Em Fevereiro de 2011, durante a New York Fashion Week, Rowland confirmou que também tinha sessões marcadas com RedOne, o que levou à concepção da décima canção do álbum, uma canção eurodance intitulada "Down for Whatever", co-produzida pelo grupo The WAV.s e Jimmy Joker. "Down for Whatever" é a música de encerramento da edição padrão do álbum. Rowland tinha revelado também que trabalhou com Swizz Beatz.

## Recepção crítica
| Críticas profissionais | Críticas profissionais |
| Pontuações agregadas   | Pontuações agregadas   |
| Fonte                  | Avaliação              |
| ---------------------- | ---------------------- |
| Metacritic             | 64/100                 |
| Avaliações da crítica  |                        |
| Fonte                  | Avaliação              |
| AllMusic               | [ 76 ]                 |
| The A.V. Club          | B                      |
| The Boston Globe       | (positiva)             |
| Entertainment Weekly   | B                      |
| Los Angeles Times      | [ 83 ]                 |
| The New York Times     | (positiva)             |
| Rolling Stone          | [ 85 ]                 |

Here I Am recebeu geralmente críticas positivas pelos críticos especialistas em música contemporânea. O Metacritic, um sítio musical agregador que atribui uma classificação normalizada de cem a cada opinião dos críticos de música mainstream, atribuiu ao álbum uma média de pontuação de 64, com base em dezasseis comentários, o que significa "opiniões geralmente favoráveis."
Andy Kellman, editor do portal Allmusic, ofereceu a Here I Am quatro estrelas de um máximo de cinco e elogiou o seu apelo às estações de rádio de hip-hop e R&B, acrescentando que "embora seja necessário um gosto muito eclético para o apreciar na sua totalidade, isto é claramente mais um álbum brilhante de Rowland, ainda mais confiante." Adam Markowitz, para a revista electrónica Entertainment Weekly, atribuiu a Here I Am a classificação de B e chamou o álbum de "um conjunto sólido agradável." Gage Simon, para o The Daily Express, chamou o disco de uma colecção de canções de ritmo acelerado saltitantes comparáveis à Donna Summer, mas "amplamente muito mais forte e talvez apenas um pouco processado de mais." Gage acrescentou que Rowland poderia incluir Here I Am entre os seus destaques da carreira, tais como seus singles "Work" (2008) e "When Love Takes Over" (2009), bem como o seu papel de júri na oitava temporada do programa de televisão The X Factor.
Evan Rytlewski, para o jornal de entretenimento The A.V. Club, chamou Here I Am de "a declaração de liberdade de Rowland." Rytlewski atribuiu o encanto do álbum aos seus produtores, cujos ele sentiu que "impulsionaram o som" e impediram Rowland de "levar as canções muito a sério," como foi feito em Simply Deep (2002). Ele concluiu a sua resenha por também elogiar a escolha da artista de incluir elementos de música dance. Elyssa Gardner, para o jornal USA Today, fez uma análise mista ao álbum, afirmando que "Rowland cruza a escala musical de estruturas românticas previsíveis lindamente o suficiente... aliás, Here I Am prova ser muito mais cauteloso do que sugere." Jon Caramanica, do The New York Times, chamou o álbum de inteligente e surpreendente: "Here I Am é algo muito mais confiante e mais surpreendente [do que o esperado]. É um álbum temperamental de R&B no qual a Sra. Rowland soa garantida e cheia de energia. Ou, no mínimo, foi feito para soar assim... Seus vocais são fortemente carregados e colocados altos na mistura [o álbum], mas enquanto são perceptíveis, não são particularmente notáveis para além de seus arranjos."
Apesar de achar que algum do material do disco não é original, Ken Capobianco, para o jornal The Boston Globe comentou que "Rowland compensa o seu alcance limitado com expressividade do começo ao fim," enquanto notou que as músicas estão centradas em torno de "auto-afirmação e confiança." Ele terminou a sua resenha afirmando que a faixa final do álbum, "Down for Whatever", tem um "groove esmurrante," que de acordo com ele deveria ter sido a sensação para o resto do álbum. Allison Stewart, para o portal The Washington Post, comentou que Here I Am não estabeleceria uma personalidade para Rowland, mas isso não importa, uma vez que ela estava em um lugar na sua carreira no qual não precisava de uma. Descrevendo a obra como um "R&B perfeitamente agradável centrado-na-discoteca," Stewart disse que Rowland segue a moda das "batidas assassinas e emoção rasa" existentes na indústria musical. Michaelangelo Matos, para a revista Los Angeles Times, cuja mordaz resenha criticou o "material brando" de Here I Am, notou especialmente que há "batidas de segunda mão" e letras estranhas. Jesse Cataldo, para a revista Slant, também chamou o álbum de medíocre. Cataldo disse que "a lista demasiado pequena [de rappers] faz Here I Am soar angustiosamente vazio, e tristemente curto em surpresas e diversão. Rowland compensa isto recorrendo ao sexo, mas esta postura nunca parece inteiramente natural."

## Promoção e divulgação

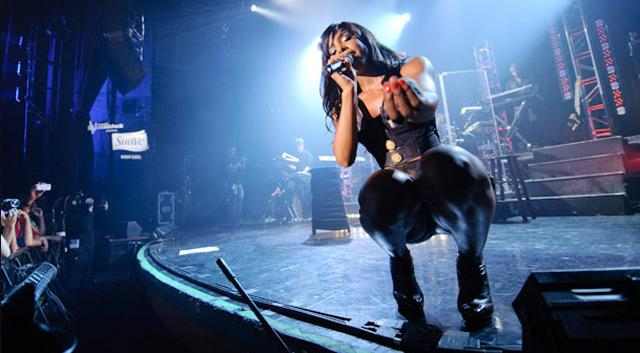
Rowland a cantar "Rose Colored Glasses" no seu mini-concerto da Walmart-Soundcheck em 2010.

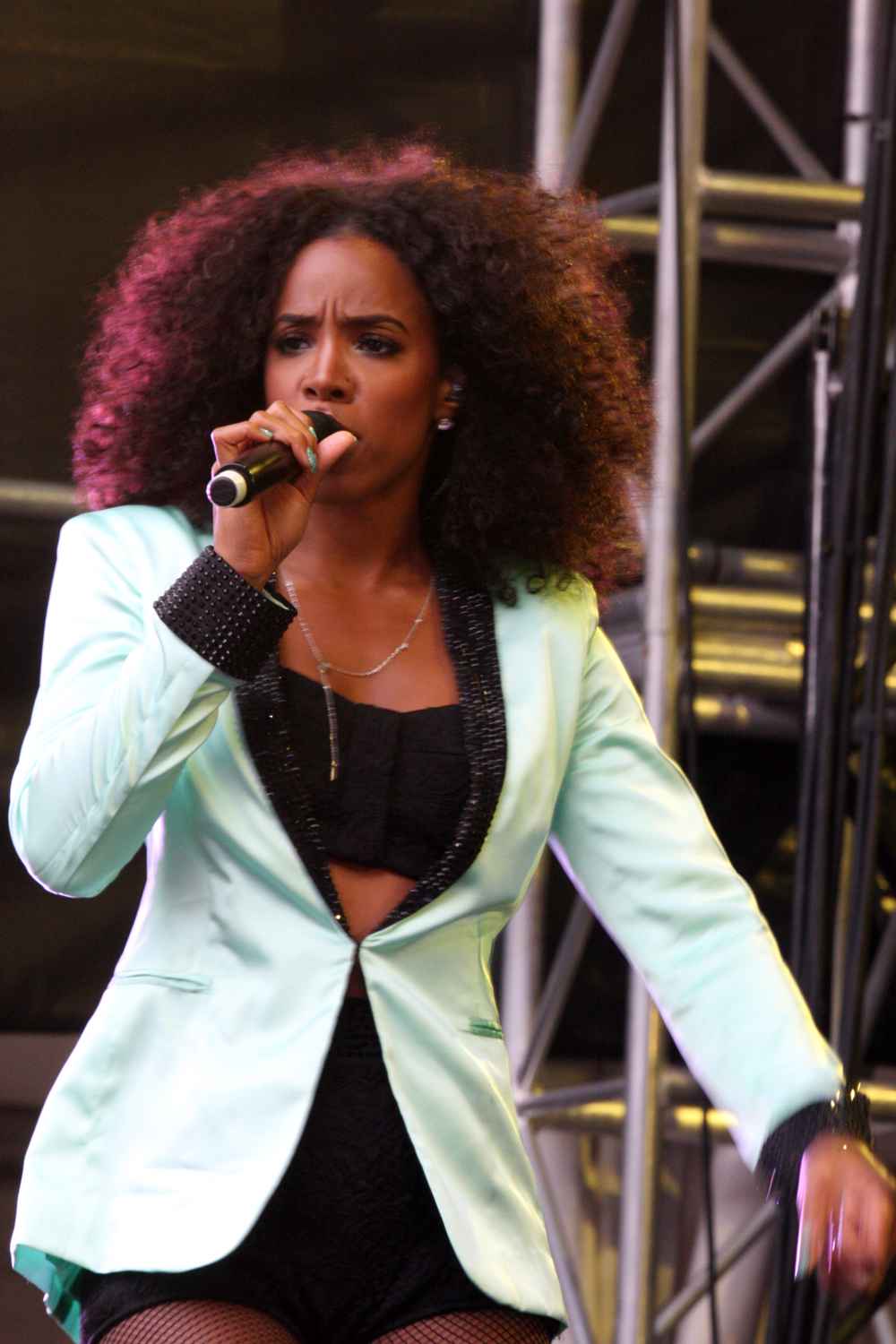
Rowland na sua apresentação no evento Supafest em 2012.

A campanha promocional para Here I Am iniciou em Março de 2010 quando Rowland fez uma apresentação na festa Fuck Me I'm Famous de Cathy Guetta na Winter Music Conference em Miami. Então, a 15 de Maio de 2010, Rowland lançou o fã-clube "Commander Army", oferecendo vantagens exclusivas aos seus fãs que o aderiram. Após isto, Rowland organizou uma festa no Hudson Hall em Nova Iorque a 17 de Junho de 2010, onde várias músicas de Here I Am foram tocadas para a imprensa e executivos da indústria da música. Durante a festa, a cantora foi entrevistada por Gayle King, enquanto ia introduzindo músicas do disco. Entre as canções que foram tocadas, estão inclusas "Rose Colored Glasses", "Shake Them Haters Off", "Grown [Ass] Woman", "Forever and a Day" e "Heaven and Earth". Desde então, ela foi entrevistada pelos jornais The Sunday Express Magazine e The Daily Star e pela revista Musicology, bem como fez uma segunda apresentação em outra festa Fuck Me I'm Famous, desta vez em Paris a 25 e 26 de Junho. No fim de Junho, ela foi ao Reino Unido, onde visitou as estações de rádio Gaydar e Trent FM. Ela foi entrevistada pelo Entertainment Focus durante esta digressão promocional em Londres, antes de retornar aos EUA a 3 de Julho de 2010, de modo a apresentar as celebrações do Dia da Independência na discoteca Pure em Las Vegas.
A 8 e 9 de Julho, a artista fez uma actuação no evento Beatstock 2010 da estação de rádio 103.5 KTU em Nova Iorque. Para iniciar a semana de 26 de Julho de 2010, Rowland voou para a Austrália para ajudar a rede móvel Optus a lançar o iPhone 4. Parte desta promoção incluiu realizar um mini-concerto para os clientes da operadora. Desde então, foi anunciado que Rowland estaria a actuar na after party dos Blatino FlavaMen Awards. Ela também cantou para um público exclusivo de fãs no Teatro Gramercy em Nova Iorque a 26 de Agosto, onde interpretou um mini-conjunto de canções antigas e novas, bem como no Ladies Night durante a Atlanta Black Gay Pride, no fim de semana de 3 a 5 de Setembro. Rowland interpretou "Rose Colored Glasses" ao vivo pela primeira vez como parte de sua lista de faixas no concerto do iheartradio, realizado no Teatro P.C. Richard and Son em Nova Iorque a 25 de Agosto de 2010. Duas semanas após esta apresentação, o jornal The New York Post informou que Rowland havia feito lip sync durante esta apresentação. Segundo o Post, "Rowland estava chateada pois sabia que não ia agitar a casa." No dia seguinte, os representantes da sua editora, a Universal Motown, informaram à Clear Channel, que filmava a série de concertos do iheartradio, que eles não podiam usar o vídeo do concerto de Rowland para publicação online. Eles também alegaram que a cantora tinha sincronizado no festival da KTU Beatstock, algo que seu representante afirmou não ser verdade.
A 26 de Junho de 2011, durante a cerimónia dos prémios BET, Rowland foi ao palco para interpretar "Motivation" pela primeira vez. A Hollywood News reportou que de acordo com a rede social Twitter, a apresentação de Rowland foi a mais antecipada da noite. Aparecendo no meio da performance de "Unusual" (2011) de Trey Songz, Rowland ascendeu no palco onde dançarinos masculinos sem camisa se juntaram a ela, bem como Songz, que cantou os seus versos da remistura da canção. Rowland continuou a promover o álbum com apresentações ao vivo em programas de televisão, incluindo o The Tonight Show with Jay Leno a 29 de Julho e o Jimmy Kimmel Live! a 26 de Setembro. Ao longo de Setembro a Outubro de 2011, ela foi uma artista de apoio durante a manga norte-americana da digressão F.A.M.E. Tour do cantor Chris Brown.
Um vídeo musical para "Keep It Between Us" filmado em Paris foi lançado a 25 de Janeiro de 2012, com a participação do actor Lance Gross, que interpreta o interesse amoroso da artista. Em Abril do mesmo ano, Rowland viajou para a Austrália para fazer apresentações no Supafest, o maior festival de música urbana do mundo.

### Singles

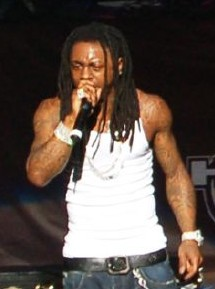
Lil Wayne participou de "Motivation" (2011), o quarto single de Here I Am.

"Commander" foi revelado como o primeiro single de Here I Am a 27 de Março de 2010 durante a Winter Music Conference. A canção foi produzida por David Guetta e lançada a partir de 17 de Maio do mesmo ano. "Commander" foi recebida com opiniões positivas por parte dos críticos, que elogiaram o desempenho vocal da cantora e a produção musical de Guetta, bem como a sonoridade dançante da música. No Reino Unido, a canção liderou a UK Dance Chart e se tornou num êxito na UK Singles Chart, onde se posicionou dentro das dez melhores posições. Nos EUA, alcançou o topo da Hot Dance Club Songs, marcando assim a segunda vez que Rowland conseguiu esse feito. "Rose Colored Glasses" é uma canção electropop de ritmo moderado composta por Ester Dean e Lukasz Gottwald. As letras reflectem as diferentes perspectivas sobre as relações e como se pode perceber uma relação vendo-a do lado de fora. A canção foi lançada a 28 de Junho de 2010 em algumas partes da Europa e estreou nas estações de rádio rhythmic contemporary e contemporary hit radio nos EUA no dia seguinte, onde se pretendia ser um dos dois lead singles do álbum. Os críticos elogiaram "Rose Colored Glasses" por ser uma das apresentações vocais e emocionais mais fortes de Rowland. Os arranjos foram elogiados como sendo "de classe."
"Grown Woman", uma faixa de R&B contemporâneo de ritmo moderado, foi enviada nos finais de Junho de 2010 às estações de rádio norte-americanas como o primeiro single norte-americano do álbum. Contudo, acabou por ser excluído do disco por não ter conseguido alcançar um desempenho comercial favorável. "Forever and a Day", composta por Rowland em parceria com Andre Merritt, Samual Watters e Jonas Jeberg, foi lançada como o segundo single internacional. Apesar de receber bastantes elogios pelos vocais fortes da artista, o single não conseguiu igualar o sucesso de "Commander", tendo se posicionado dentro das 50 melhores posições no Reino Unido. "Forever and a Day" foi estreada no segmento Radio 1 Live Lounge da estação de rádio BBC Radio 1 a 18 de Agosto de 2010.
Após uma tentativa fracassada de lançar o álbum com um single de música pop e um outro de R&B ("Rose Colored Glasses" e "Grown Woman", respectivamente), em Fevereiro de 2011, Rowland anunciou que o álbum iria ser ré-iniciado com um novo single para o mercado norte-americano. De acordo com o website de Rowland, "Motivation", com participação do rapper Lil Wayne, foi lançada a 15 de Abril de 2011, substituindo os singles anteriores. Com produção e arranjos sob o cargo de Jim Jonsin, a música foi elogiada por seu uso do sexo, e após o seu lançamento inicial, atingiu um pico de número dezassete na Billboard Hot 100, e um máximo de número um na Hot R&B/Hip-Hop Songs. "Motivation" tornou-se no single de R&B da artista que alcançou as posições mais altas, e também o que alcançou a maior estreia na Hot 100. "Motivation" foi ainda a única canção do álbum que entrou na Hot 100. O quinto single do álbum e o terceiro nos EUA é "Lay It on Me". Composto por Big Sean (que também participa na faixa com seus vocais), Ester Dean e Hit-Boy e produzida pelo último, é uma música de ritmo acelerado de R&B que apresenta uma produção com piano e elementos de 808s e música Hi-NRG. A obra recebeu comentários positivos pela crítica, que achou que a música era cativante e sensual, além de ter elogiado as letras e a produção. "Lay It on Me" foi enviada às estações de rádio rhythmic contemporary a 16 de Agosto de 2011.
"Down for Whatever" foi anunciado como o sexto single de Here I Am e o terceiro a nível internacional pela revista Billboard em Julho de 2011, tendo sido lançada apenas três meses depois.

## Alinhamento de faixas
A versão padrão de Here I Am tem a duração de 39 minutos e dezoito segundos e consiste em dez faixas. A edição deluxe foi lançada nos Estados Unidos a 26 de Julho de 2011, juntamente com a edição padrão. Tendo a duração de 54 minutos e 27 segundos, este novo lançamento apresenta todas as faixas da edição padrão e ainda quatro faixas adicionais: "Heaven and Earth", "Each Other", a remistura urbana de "Commander" (com participação do rapper Nelly) e uma remistura de "Motivation". A edição internacional de Here I Am foi primeiramente lançada no Reino Unido a 28 de Novembro de 2011. Tendo a duração total de 64 minutos e 24 segundos, a versão internacional de Here I Am apresenta as dez músicas originais da versão norte-americana e ainda "Heaven & Earth" e "Each Other", ambas da edição deluxe, bem como "When Love Takes Over", "Rose Colored Glasses", "Motivation (Diplo Remix)", "Forever and a Day" e "What a Feeling" (com Alex Gaudino), todas elas excluídas da versão padrão norte-americana do disco, embora "What a Feeling", canção do DJ Alex Gaudino na qual Rowland faz uma participação, tenha sido lançada pouco tempos antes do álbum.
| Here I Am — Versão padrão (#602527431420) |                                                     | |                                      |         |  |
| N.º                                       | Título                                              | Compositor(es) | Produtor(es)                         | Duração |  |
| 1.                                        | "I'm Dat Chick"                                     | Christopher Stewart Ester Dean Lamont Neuble | Tricky Stewart Kuk Harrell [A]       | 4:03    |  |
| 2.                                        | "Work It Man" (com participação de Lil Playy)       | Rodney Jerkins Priscilla Renea Hamilton LaShawn Daniels Kelendria Rowland Darrell Davidson                                                                             | Darkchild Big Shiz [A]               | 4:10    |  |
| 3.                                        | "Motivation" (com participação de Lil Wayne)        | James Scheffer Richard Butler, Jr. Daniel Morris Dwayne Carter, Jr. | Jim Jonsin Rico Love                 | 3:50    |  |
| 4.                                        | "Lay It on Me" (com participação de Big Sean)       | Sean Anderson E. Dean Chauncey Hollis | Hit-Boy                              | 4:02    |  |
| 5.                                        | "Feeling Me Right Now"                              | R. Butler, Jr. Earl Hood Eric Goudy II | Rico Love Earl & E                   | 3:57    |  |
| 6.                                        | "Turn It Up"                                        | R. Jerkins P. Hamilton Thomas Lumpkins John J. Conte, Jr. | Darkchild [B] Big Shiz [A]           | 3:35    |  |
| 7.                                        | "All of the Night" (com participação de Rico Love)  | Luther R. Campbell [C] David P. Hobbs [C] Mark D. Ross [C] Christopher Wongwon [C] R. Butler, Jr. Jermaine Jackson Andrew Harr David L. Anderson II Jon-David Anderson | The Runners Rico Love [B]            | 3:51    |  |
| 8.                                        | "Keep It Between Us"                                | J. J-Doe Smith Joseph Bereal Amber Streeter K. Rowland Christopher Umana                                                                                               | c4 Umana                             | 4:09    |  |
| 9.                                        | "Commander" (com participação de David Guetta)      | K. Rowland R. Butler, Jr. David Guetta Sandy Wilhelm | David Guetta Sandy Vee Rico Love [A] | 3:38    |  |
| 10.                                       | "Down for Whatever" (com participação de The WAV.s) | Nadir Khayat Teddy Sky Jimmy Joker Bilal Hajji | RedOne Jimmy Joker The WAV.s         | 3:53    |  |
| Duração total:                            | Duração total:                                      | Duração total: | Duração total:                       | 39:18   |  |

| Here I Am — Faixas bónus da edição internacional |                                                                   | |                                |         |  |
| N.º                                              | Título                                                            | Compositor(es)                                                                                     | Produtor(es)                   | Duração |  |
| 11.                                              | "Heaven & Earth"                                                  | Shaffer Smith Mikkel Storleer Eriksen Tor Eric Hermansen                                           | StarGate Ne-Yo [C]             | 3:37    |  |
| 12.                                              | "Each Other"                                                      | Karriem Mack Shaun Owens Nigel Talley Maurice Wade                                                 | Souldiggaz                     | 3:49    |  |
| 13.                                              | "When Love Takes Over" (com David Guetta)                         | Miriam Nervo Olivia Nervo K. Rowland D. Guetta Frédéric Riesterer                                  | D. Guetta F. Riesterer         | 3:09    |  |
| 14.                                              | "Rose Colored Glasses"                                            | E. Dean Lukasz "Dr. Luke" Gottwald                                                                 | Dr. Luke Emily Wright [A]      | 4:01    |  |
| 15.                                              | "Motivation" (Diplo Remix) (com participação de Lil Wayne)        | | Jim Jonsin Rico Love Diplo [E] | 3:57    |  |
| 16.                                              | "Forever and a Day"                                               | Jonas Jeberg Andre Merritt K. Rowland Samual Watters                                               | J. Jeberg                      | 3:35    |  |
| 17.                                              | "What a Feeling" (Alex Gaudino com participação de Kelly Rowland) | Alfonso Fortunato Gaudino Giuseppe D'Albenzio Emmanuel Mijares Jenson Vaughan K. Rowland J. Bereal | Alex Gaudino Jason Rooney      | 2:58    |  |
| Duração total:                                   | Duração total:                                                    | Duração total:                                                                                     | Duração total:                 | 64:24   |  |

| Here I Am — Faixas bónus da edição Deluxe |                                                                 |                                         |         |  |
| N.º                                       | Título                                                          | Produtor(es)                            | Duração |  |
| 13.                                       | "Motivation" (Rebel Rock Remix) (com participação de Lil Wayne) | Jim Jonsin Rico Love                    | 3:43    |  |
| 14.                                       | "Commander" (Urban Remix) (com participação de Nelly)           | D. Guetta S. Vee Earl & E Rico Love [B] | 4:09    |  |
| Duração total:                            | Duração total:                                                  | Duração total:                          | 54:27   |  |

| Here I Am — Faixas bónus da edição deluxe japonesa |                                                                    |                                    |         |  |
| N.º                                                | Título                                                             | Produtor(es)                       | Duração |  |
| 15.                                                | "Motivation" (DJ Mike D Pop Remix) (com participação de Lil Wayne) | Jim Jonsin Rico Love DJ Mike D [E] | 3:42    |  |
| 16.                                                | "Commander" (David Guetta Remix)                                   | D. Guetta S. Vee Rico Love [A]     | 5:47    |  |
| Duração total:                                     | Duração total:                                                     | Duração total:                     | 63:56   |  |

Notas:
1. ↑A  Denota um(a) produtor(a) vocal.
2. ↑B  Denota um(a) produtor(a) da canção que ainda ficou encarregue da produção vocal.
3. ↑C  "All of the Night" contém uma interpolação de "One and One" (1988), gravada pelo grupo 2 Live Crew e composta por Luther R. Campbell, David P. Hobbs, Mark D. Ross e Christopher Wongwon.
4. ↑D  Denota um(a) co-produtor(a).
5. ↑E  Denota um(a) produtor(a) da remistura.

## Créditos e pessoal
Os créditos seguintes foram adaptados do encarte do álbum Here I Am (2011):
Locais de gravação
| - Gravação, mistura e engenharia acústica no estúdio Larrabee Sound em Los Angeles, Califórnia, EUA; - Gravação e mistura no estúdio 2nd Floor em Hollywood, Los Angeles, Califórnia, EUA; - Gravação no estúdio Circle House Recording em Miami, Flórida, EUA; - Gravação no estúdio Eyeknowasecret em Brentwood, Califórnia, EUA; - Gravação no estúdio Hand of God em Los Angeles, Califórnia, EUA; - Gravação no estúdio Gum em Paris, França; | - Gravação no estúdio Foxxhole em Westlake, Los Angeles, Califórnia, EUA; - Gravação e gravação vocal no estúdio Westlake em Los Angeles, Califórnia, EUA; - Gravação vocal no Studio A Recording Inc em Dearborn Heights, Michigan, EUA; - Engenharia acústica no Henson Recording em Los Angeles, Califórnia, EUA; - Masterização no estúdio Sterling Sound na Cidade de Nova Iorque, Nova Iorque, EUA; - Misturado no The Bunker em Paris, França; - Misturado no estúdio 2101 em Los Angeles, Califórnia, EUA; |

Pessoal
| - Christopher "Tricky" Stewart — composição, produção e arranjos - Kuk Harrell — gravação, produção e arranjos vocais - Ester Dean — composição - Lamont Neuble — composição - Rodney "Darkchild" Jerkins — composição, mistura, produção e arranjos, produção e arranjos vocais - Priscilla Renea Hamilton — composição - LaShawn "Big Shiz" Daniels — composição, produção e arranjos vocais - Kelendria "Kelly" Rowland — composição, vocais principais - Darrell Davidson — composição - James "Jim Jonsin" Scheffer — composição, produção e arranjos, teclado, programação - Richard "Rico Love" Butler, Jr. — composição, produção e arranjos, produção e arranjos vocais, vocais adicionais - Daniel Morris — composição - Dwayne "Lil Wayne" Carter, Jr. — composição, vocais principais - "Big" Sean Anderson — composição, vocais principais - Chauncey Hollis — composição, produção e arranjos, programação - Earl Hood — composição, produção e arranjos, programação, teclado - Eric Goudy II — composição, produção e arranjos, programação, teclado - Luther R. Campbell — composição - David P. Hobbs — composição - Mark D. Ross — composição - Christopher Wongwon — composição - Jermaine Jackson — composição, produção e arranjos - Andrew Harr — composição, produção e arranjos - David L. Anderson II — composição - Jon-David Anderson — composição - J. J-Doe Smith — composição - Joseph "Lonny" Bereal — composição, vocais de apoio - Amber "Sevyn" Streeter — composição, vocais de apoio - Christopher "c4" Umana — composição, produção e arranjos, teclado, programação - David Guetta — composição, produção e arranjos, gravação, mistura, teclado, programação - Sandy "Vee" Wilhelm — composição, gravação, produção e arranjos, mistura, teclado, programação | - Nadir "RedOne" Khayat — composição, gravação, engenharia acústica, instrumentação, programação, arranjos vocais - Teddy Sky — composição - DJ Mike D — remistura - Jimmy Joker — composição, produção e arranjos, instrumentação, programação - Bilal "The Chef" Hajji — composição - The WAV.s — produção e arranjos, instrumentação, programação - Shaffer "Ne-Yo" Smith — composição - Mikkel Storleer Eriksen — composição, produção e arranjos - Tor Eric Hermansen — composição, produção e arranjos - Karriem Mack — composição, produção e arranjos - Shaun Owens — composição, produção e arranjos - Nigel Talley — composição - Maurice Wade — composição - Miriam Nervo — composição - Olivia Nervo — composição - Frédéric Riesterer — composição, produção e arranjos - Lukasz "Dr. Luke" Gottwald — composição, produção e arranjos - Emily Wright — produção e arranjos vocais - Diplo — remistura - Jason Rooney — produção e arranjos - Jonas Jeberg — composição, produção e arranjos - Andre Merritt — composição - Samual Watters — composição - Alfonso "Alex" Fortunato Gaudino — composição - Giuseppe D'Albenzio — composição - Emmanuel Mijares — composição - Jenson Vaughan — composição - Jaycen Joshua — mistura - Jesus Garnica — assistência de mistura - Brian "B-Luv" Thomas — engenharia acústica - Andrew Wuepper — engenharia acústica - Chris "TEK" O’Ryan — engenharia acústica - Chris Gallan — assistência de engenharia acústica - Chris Gehringer — masterização - Lil Playy — vocais principais - Michael "Handz" Donaldson — gravação - Marshall Bryant — gravação | - Matt Champlin — mistura - Brandon Caddell — assistência de mistura - Thurston McCrea — gravação - Sean McCoy — assistência de gravação, assistência de gravação adicional, assistência de mistura - Robert Marks — gravação adicional, mistura - Matt Huber — assistência de gravação adicional, assistência de mistura, assistência de engenharia acústica adicional - Danny Morris — teclado - Aubry "Big Juice" Delaine — gravação, gravação vocal - Robert "LB" Dorsey — gravação vocal - Jaycen Joshua — mistura - Jesus Garnica — assistência de mistura - Thomas Lumpkins — composição - John J. Conte, Jr. — composição - Sylvia Rhone — produção executiva - Omar Grant — consultoria de A&R - Edward Richardson — coordenação de projecto - Gillian Russell — administração de A&R - Sandra Brummels — direcção de arte e criativa - Lorna Leighton — direcção de arte - Derek Blank — fotografia - Diego Avendano — gravação, assistência de mistura - Robert Marks — mistura - Orlando Vitto — gravação - Fabien Marasciullo — mistura - Kyle Flory — assistência de mistura - Travis "Travesty" Sayles — notas adicionais - Crawford City — notas adicionais - Cary Clark — gravação - Tucker Robinson — assistência de gravação - Thurston McCrea — engenharia acústica adicional - Robert Marks — engenharia acústica adicional - Jason Wilkie — assistência de engenharia acústica adicional - Christopher "Groove" Richardson — gravação - Latif Tayour — gravação - The Outsyders — arranjos musicais adicionais - AJ Junior — gravação, engenharia acústica - Trevor Muzzy — mistura, gravação, engenharia acústica, edição vocal |

## Desempenho nas tabelas musicais
Em geral, Here I Am alcançou um sucesso desigual no mundo. Nos Estados Unidos, estreou no terceiro posto da tabela musical oficial de álbuns e no primeiro da tabela de álbuns de música urbana, registando 78 mil unidades vendidas durante a sua primeira semana de comercialização, não conseguindo igualar os 82 mil exemplares que Ms. Kelly (2007) vendeu na sua semana de estreia e contrariando a especulação das indústrias musicais, que achavam que o álbum iria estrear no número dois da primeira tabela com cerca de 75 mil cópias vendidas. Não obstante, alcançado essas posições nas duas tabelas, o disco tornou-se no melhor sucedido de Rowland nos EUA em termos de desempenho gráfico, ultrapassando a estreia de Ms. Kelly nos números seis e dois das tabelas mencionadas, respectivamente. No Canadá, estreou na posição 45 da tabela de álbuns e na nona da de música urbana.
Apesar de ainda não ter sido lançado oficialmente a nível global, a versão padrão norte-americana do disco foi disponibilizada para venda em alguns territórios não norte-americanos. Na Austrália, esta versão estreou no número quinze da tabela de álbuns de música urbana. Teve um desempenho melhor no Reino Unido, onde estreou dentro das quarenta melhores posições da tabela de álbuns digitais e numa colocação mais alta na tabela de álbuns de R&B, aparecendo no número dezasseis. Contudo, após o lançamento da versão internacional no país, o projecto atingiu as sessenta melhores colocações da tabela oficial de álbuns e subiu para o número dez na de álbuns de R&B. Na semana seguinte, o disco alcançou novas posições de pico dentro das cinquenta melhores e dez melhores, respectivamente. Na Suíça, a versão internacional dentro das setenta melhores colocações, enquanto na Irlanda alcançou o seu máximo dentro dos noventa melhores postos.
Até Dezembro de 2012, Here I Am já havia vendido mais de um total de 270 mil exemplares em território norte-americano, de acordo com os dados publicados pelo serviço de mediação de vendas Nielsen SoundScan. Em meados de Outubro de 2013, o álbum recebeu o certificado de disco de prata pela British Phonographic Industry (BPI) por ter vendido mais de sessenta mil cópias no Reino Unido.

### Posições
| País — Tabela musical (2011)                                              | Posição de pico |
| ------------------------------------------------------------------------- | --------------- |
| Austrália — Digital Albums Chart (ARIA)                                   | 43              |
| Austrália — Urban Albums Chart (ARIA)                                     | 15              |
| Canadá — Albums Chart (Billboard)                                         | 45              |
| Canadá — Urban Albums Chart (Billboard)                                   | 9               |
| Estados Unidos — Billboard 200                                            | 3               |
| Estados Unidos — Top R&B/Hip-Hop Albums (Billboard)                       | 1               |
| Estados Unidos — Top Tastemaker Albums (Billboard)                        | 3               |
| Reino Unido — Official UK Albums Top 100 (OCC) Versão internacional       | 43              |
| Reino Unido — Official Download Albums Chart Top 40 (OCC)                 | 38              |
| Reino Unido — Official R&B Albums Chart Top 40 (OCC)                      | 16              |
| Reino Unido — Official R&B Albums Chart Top 40 (OCC) Versão internacional | 8               |
| Irlanda — Albums Chart (IRMA)                                             | 87              |
| Suíça — Schweizer Hitparade                                               | 69              |

| País — Tabela musical (2011)                        | Posição |
| --------------------------------------------------- | ------- |
| Estados Unidos — Billboard 200                      | 171     |
| Estados Unidos — Top R&B/Hip-Hop Albums (Billboard) | 44      |

| Região — Associação (Vendas)                         | Certificação |
| ---------------------------------------------------- | ------------ |
| Reino Unido — British Phonographic Industry (60 mil) | Prata        |

## Histórico de lançamento
A versão padrão norte-americana de Here I Am foi primeiramente lançada, limitadamente, a 22 de Julho de 2011 na Alemanha e na Itália em formato digital. Quatro dias depois, a versão versão padrão teve o seu primeiro lançamento em grande na América do Norte, especificamente no Canadá e nos Estados Unidos. No Canadá ocorreu apenas o lançamento físico, enquanto nos EUA ocorreram ambos os lançamentos (físico e digital). A última data de lançamento da versão norte-americana foi 8 de Agosto de 2011 no Reino Unido, somente em formato físico.
Em alguns territórios, como os Estados Unidos e a Itália, a versão deluxe de Here I Am foi distribuída no mesmo dia que a versão padrão, enquanto em outros, como a Austrália e o Japão, foi lançada em uma data diferente. No Reino Unido, a edição deluxe teve um lançamento digital limitado antes da disponibilização da versão padrão do álbum, a 25 de Julho de 2011.
A versão internacional de Here I Am foi inicialmente lançada em alguns mercados europeus, iniciando pelo Reino Unido, e mais tarde na Austrália e Nova Zelândia.
| Região         | Data                   | Edição                                  | Formato              | Distribuidora fonográfica | Catálogo      |
| -------------- | ---------------------- | --------------------------------------- | -------------------- | ------------------------- | ------------- |
| Alemanha       | 22 de Julho de 2011    | Versão padrão                           | Download digital     | Universal Music Group     | 602527431420  |
| Itália         | 22 de Julho de 2011    | Versão padrão                           | Download digital     | Universal Music Group     | 1015865212    |
| Itália         | 22 de Julho de 2011    | Edição Deluxe                           | Download digital     | Universal Music Group     | 1015865212    |
| Reino Unido    | 25 de Julho de 2011    | Universal Island Group                  | Download digital     | 602527775975              |               |
| Canadá         | 26 de Julho de 2011    | Versão padrão                           | CD                   | Universal Music Group     | 602527431420  |
| Canadá         | 26 de Julho de 2011    | Edição Deluxe                           | CD                   | Universal Music Group     | 602527775975  |
| Estados Unidos | 26 de Julho de 2011    | Edição padrão                           | CD, download digital | Universal Motown          | 602527431420  |
| Estados Unidos | 26 de Julho de 2011    | Edição Deluxe                           | CD, download digital | Universal Motown          | 602527775975  |
| Austrália      | 29 de Julho de 2011    | Edição Deluxe                           | CD                   | Universal Music Group     | 602527775975  |
| Japão          | 21 de Setembro de 2011 | Edição Deluxe com faixas bónus do Japão | CD                   | Universal Music Group     | UICU1213      |
| Reino Unido    | 8 de Agosto de 2011    | Edição padrão                           | CD                   | Universal Island Group    | 2743142       |
| Portugal       | 25 de Novembro de 2011 | Edição padrão                           | CD                   | Universal Motown Group    | 0602527872254 |
| Suíça          | 25 de Novembro de 2011 | Edição padrão                           | CD                   | Universal Motown Group    | 0602527872254 |
| Reino Unido    | 28 de Novembro de 2011 | Edição internacional                    | CD, download digital | Universal Island Group    | 602527872254  |
| Alemanha       | 2 de Dezembro de 2011  | Edição internacional                    | CD, download digital | Universal Music Group     | 602527872254  |
| Áustria        | 2 de Dezembro de 2011  | Edição internacional                    | CD, download digital | Universal Music Group     | 602527872254  |
| Polónia        | 2 de Dezembro de 2011  | Edição internacional                    | CD, download digital | Universal Music Group     | 602527872254  |
| Suíça          | 2 de Dezembro de 2011  | Edição internacional                    | CD, download digital | Universal Music Group     | 602527872254  |
| Austrália      | 9 de Dezembro de 2011  | Edição internacional                    | CD, download digital | Universal Music Group     | 602527872254  |
| Nova Zelândia  | 16 de Janeiro de 2012  | Edição internacional                    | CD, download digital | Universal Music Group     | 602527872254  |